# Tangipahoa
Tangipahoa (Tangibao, Tanguahoa, Maheouala, Mahehoualaima) /domorodački naziv, prevodi se kao "corncob gatherers," ili "corncob people,"  "ear of corn", "corn stalk", ili "those who gather corn." Odnosno od Choctaw riječi "Tanchapi" = "Cornstalk", i "Ayua" = "gather".  "Those who gather Maize Stalks"/ pleme američkih Indijanaca porodice Muskhogean s rijeke Tangipahoa u Louisiani, sjeverno od jezera Pontchartrain. Tangipahoe su srodni Acolapissama, i moguće da su njihov ogranak. Preživjeli su se otopili među Acolapissama koji su do sredine druge polovice 18. stoljeća postali dio plemena Houma, čiji potomci žive u župama La Fourche i Terrebonne.

## Vanjske poveznice
- Tangipahoa